# Anchiphiloscia tanzaniana
Anchiphiloscia tanzaniana är en kräftdjursart som först beskrevs av Franco Ferrara och Stefano Taiti 1984.  Anchiphiloscia tanzaniana ingår i släktet Anchiphiloscia och familjen Philosciidae. Inga underarter finns listade i Catalogue of Life.